# Federação de Basquetebol do Estado do Rio de Janeiro
A Federação de Basquetebol do Estado do Rio de Janeiro (FBERJ) é uma entidade do basquetebol do Rio de Janeiro. É filiada à Confederação Brasileira de Basketball.

## História

### Antecedentes
Em 1915, a ACM realizou o primeiro torneio de basquete a América do Sul, com a participação de seis equipes. O sucesso foi tão grande que a Liga Metropolitana de Sports Athleticos, responsável pelos esportes terrestres no Rio de Janeiro, resolveu adotar o esporte em 1916.
Em 1919, foi disputado o primeiro torneio carioca. Este também foi o primeiro campeonato de basquete disputado no Brasil. Em 1933 houve uma cisão no esporte nacional, quando os clubes que adotaram o profissionalismo do futebol criaram entidades especializadas dos vários desportos. Nasceu assim a Federação Brasileira de Basketball, fundada a 25 de dezembro de 1933, no Rio de Janeiro, e sua liga local, a Liga Carioca de Basketball, com a filiação de 18 clubes. Durante cinco anos, duas ligas existiram na cidade do Rio, a LCB, dissidente; e a oficial AMB (1933 e 1934), sucedida pela FMB (1935-1936-1937), ambas com vínculo à CBD.
A Liga Carioca de Basketball foi fundada em 10 de maio de 1933, no Edifício Guinle, da Av. Rio Branco, 135 – 5° andar, pelos dirigentes do América, Bangu, Bonsucesso, Tijuca, Fluminense, Vasco e Vila Isabel. Seu primeiro presidente foi Gerdal Gonzaga de Boscoli. Este foi eleito por seis votos a favor e apenas um contra, de Arnaldo Guinle.
Oito anos depois, no dia 12 de maio de 1941, foi fundada a Federação Metropolitana de Basketball, da qual passaram a fazer parte os clubes  Botafogo, Carioca, Flamengo, Portuguesa, Grajaú, Olympico, Sampaio, Mackenzie, São Cristóvão e Riachuelo.

### Fundação
Finalmente no dia 31 de janeiro de 1977 foi criada a FBERJ, a partir da fusão da Federação Metropolitana e da Federação Fluminense de Basquetebol ( que englobava as cidades serranas, do norte e do sul fluminenses), fusão esta realizada devido à fusão do Estado da Guanabara com o do antigo Rio de Janeiro. São fundadores da federação: América, Botafogo, Flamengo, Vasco da Gama, Municipal, Clube dos Aliados, Coimbra Esporte Clube, Fluminense, Grajaú Country Club, Jequiá, Olaria, Riachuelo, Mackenzie, Tijuca, Associação Atlética da Universidade Gama Filho, Canto do Rio, Tamoio FC, Iguaçu BC, Automóvel Clube Fluminense, Liga Petroplitana de Desportos e Clube dos Funcionários da Companhia Siderúrgica Nacional.